# Caméras Cinema Products
La CP-15 (et la CP-16) sont des caméras américaines au format 16 mm, destinées au documentaire et au reportage, fabriquées à Hollywood dans les années 1960-1980 par Cinema Products Corporation.

## Description de la CP-15
La CP-15 possède un boîtier léger en magnésium. Son mécanisme est réputé être celui des caméras Auricon (notamment la Pro 600 et la Super 1200) dont elle est en quelque sorte la continuité historique. Le film 16 mm utilisé est un négatif ou un inversible à une seule rangée de perforations (la seconde rangée laisse la place à l’enregistrement du son sur une piste magnétique). Ce son magnétique est de qualité moyenne, mais le plus souvent suffisant. Les chaînes de télévision développent le négatif et l’inversent en positif par un procédé vidéo au moment de la diffusion. 
La CP-15 n’a qu’un viseur clair. Mais si on l’équipe d’un zoom Angénieux, elle profite du viseur reflex dit en dogleg (coude) que ce type d’objectif multifocal peut offrir. Les CP-16 sont systématiquement ainsi équipées. Un modèle spécifique, la CP-16 R, possède une visée reflex autonome.
Les CP-15, ainsi que les CP-16, reçoivent les magasins coplanaires de la marque Cinema Products, ou leur équivalent signé Mitchell, contenant 120 mètres de pellicule (10 minutes de prise de vues ininterrompue).